# Турецкие носки ручной вязки
Турецкие носки ручной вязки — носки, связанные вручную традиционными методами в Турции, часто из пряжи из шерсти или других подходящих материалов.
Примеры вязания из шерсти часто встречаются в разных обществах, особенно в турецкой культуре и Анатолии. Известно, что мужчины также вяжут носки в некоторых регионах Анатолии.

## История
История чулочного вязания начинается в VIII веке до н. э., исходя из археологических раскопок в Средней Азии.
В VII—VIII веках в кургане Пазырык гуннского периода были найдены чулки, украшенные мотивами бараньих рогов. Кроме того, было установлено, что первыми образцами в Анатолии были войлочные носки.

## Используемое сырье и материалы
Обычно турецкие вязанные носки вяжут из таких материалов, как шерсть, мохер или хлопок, а иногда и из шелковой нити. Существуют типы пряжи, окрашенные или не окрашенные натуральными красителями, в настоящее время также могут использоваться синтетические нити. Таким образом, сырьем являются волокна животного и растительного происхождения.

## Техника вязания
Он делится на две части: безинструментальное вязание и машинное вязание. Инструментальное вязание, с другой стороны, само по себе имеет два метода: с помощью простых инструментов и с помощью машин. Традиционное вязание в основном выполняется с помощью простых инструментов, таких как игла и крючок. Кроме того, встречаются игольчатые, челночные и шпильочные переплетения.

## Части носка
В носке ручной вязки; подошва, пятка, мысок, ступня. Также в зависимости от длины носков может быть манжета.

## В Анатолии
Вязание носков является одним из распространенных ремесел в Анатолии, отличаются от региона к региону. Узоры на ней, техника вязания и используемые инструменты, цель использования, цвета могут локально меняться, и даже возникают вариации.
Их можно разделить на белые носки, черные носки, ситцевые носки, носки из хны, ворсистые носки и носки с вышивкой в зависимости от их цвета и качества. Есть носки, связанные одной спицой, двумя спицами или пятью спицами.

## Мотивы
- Цветочные мотивы: цветок, лист, дерево, фрукты.
- Фигурные мотивы: человек, животное или рука, нога, глаз
- Предметные мотивы: амулеты, масляные лампы, серьги, зеркала.
- Геометрические мотивы: прямые, диагональные, косые, зигзагообразные линии, треугольник, квадрат, шестиугольник и др. формы

## Поверья о носках
Существует такая примета, что если один из носков потеряется, то брак или помолвка в таком доме будут разорваны. Необычные обрывы и броски в вязании носков (особенно если оба супруга находятся рядом или в одинаковых местах носков) говорят о том, что между супругами возникнет конфликт.